# آخرالزمان کوچک (فیلم ۱۹۹۳)
آخرالزمان کوچک (فرانسوی: La Petite Apocalypse‎) یک فیلم به کارگردانی کوستا گاوراس است که در سال ۱۹۹۳ منتشر شد. از بازیگران آن می‌توان به آندری دوسولیه، کیارا کازلی، ژولی گایه، موریس بنیشو، و ییری منتسل اشاره کرد.